# Turbinaria crater
Turbinaria crater är en korallart som först beskrevs av Peter Simon Pallas 1766.  Turbinaria crater ingår i släktet Turbinaria och familjen Dendrophylliidae. Inga underarter finns listade i Catalogue of Life.